# Jakarta Challenger 2 1991
Il Jakarta Challenger 2 1991 è stato un torneo di tennis facente parte della categoria ATP Challenger Series nell'ambito dell'ATP Challenger Series 1991. Il torneo si è giocato a Giacarta in Indonesia dal 19 al 25 agosto 1991 su campi in terra rossa.

## Vincitori

### Singolare
Mario Visconti ha battuto in finale  Douglas Geiwald con il punteggio di 6–3, 1–6, 6–2

### Doppio
Mike Briggs /  Trevor Kronemann hanno battuto in finale  John Sullivan /  Vince Van Gelderen con il punteggio di 5–7, 6–3, 7–5